# ترشک کوهسری
ترشک کوهسری (گیاه) (نام علمی: Oxyria digyna) نام یک گونه از تیره هفت‌بندیان است.

## نگارخانه

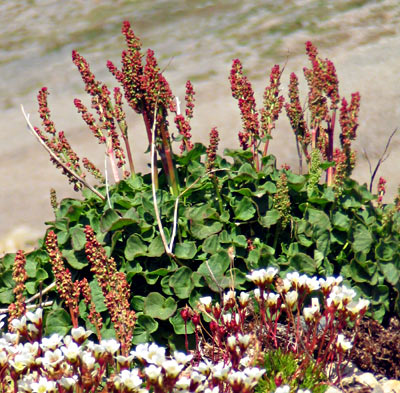
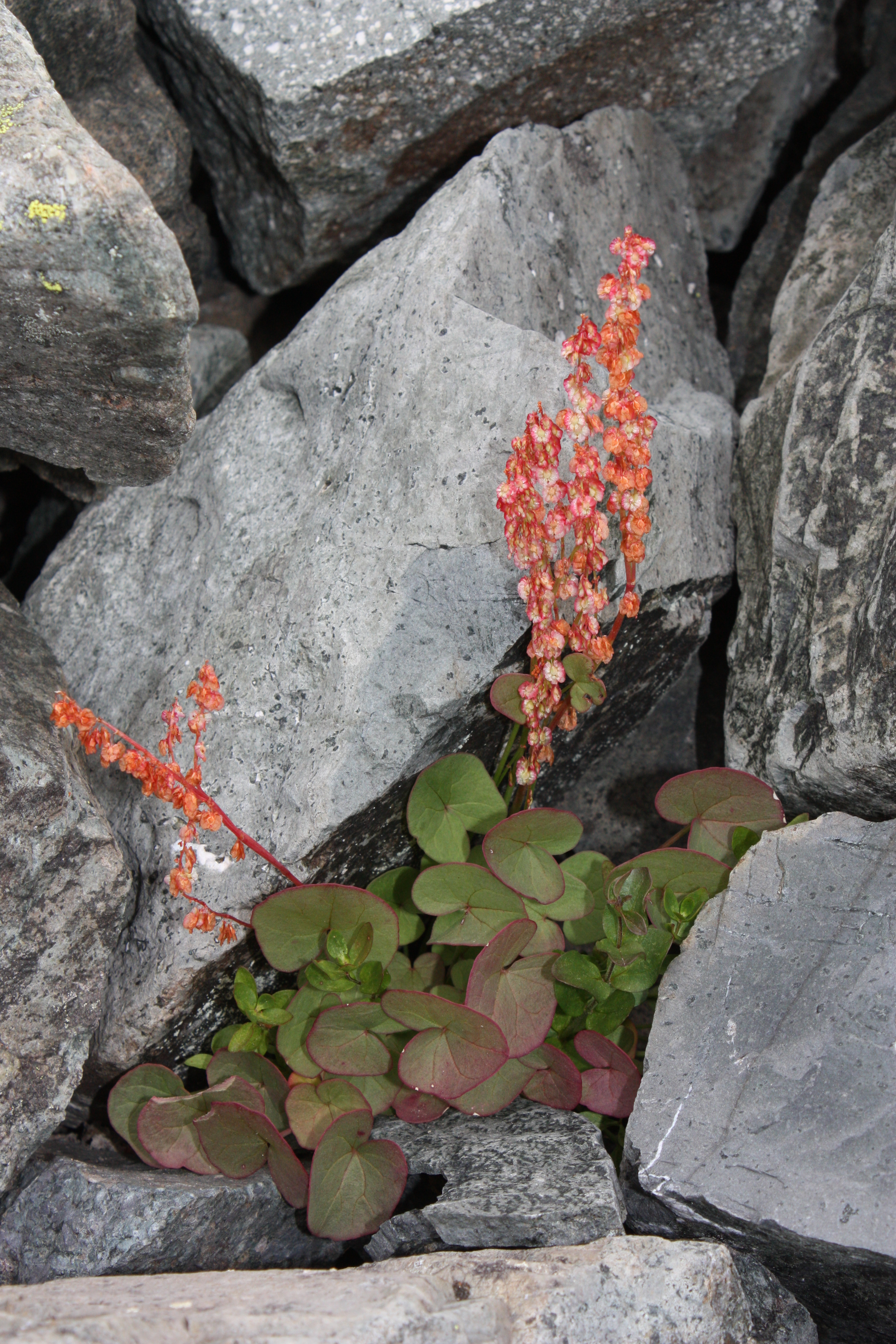
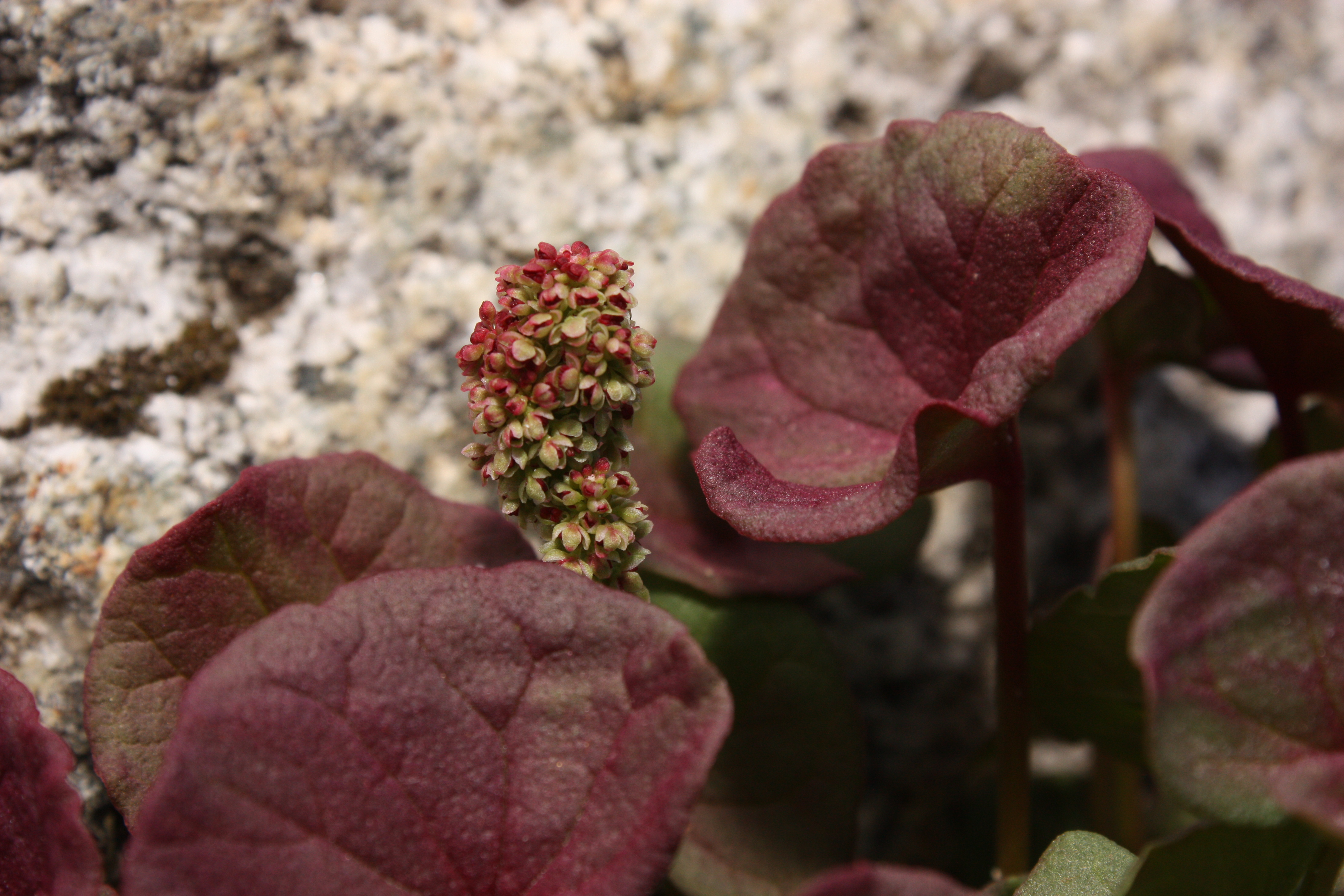